# Sociologie životního prostředí
Sociologie životního prostředí se zabývá socio-environmentálními vztahy. Zabývá se vlivem sociálních faktorů na životní prostředí a jejich vliv na problémy životního prostředí a snaží se je řešit. Nadále je pro ni důležité studium začátků a vlivu technologie, globalizace, vnímání životního prostředí lidmi, sociálních příčin současných klimatických změn a sociálních změn způsobených životním prostředím.

## Historie
Zájem akademiků o životní prostředí a environmentální problémy se začal prohlubovat až v 70. letech 20. století. O životní prostředí se díky vzrůstající popularitě tohoto tématu začali ve stejné době zajímat i sociologové, kteří se snažili porozumět vztahu mezi společností a životním prostředím. Zjistili však, že jim k tomu chybí teorie i výzkumy.  Důvodem byla především ztráta převahy geografické a biologické teorie sociálního vývoje a sociální změny, ke které došlo na počátku 20. století, tedy v době, kdy se sociologie začala vyvíjet jako samostatný obor.

### Geografický determinismus
Geografická teorie se zabývala vlivem geografického prostředí na lidský stav. Hlavním představitelem tohoto směru byl Thomas Buckle, který věřil, že lidská společnost je produktem přírodních sil a tím pádem také podléhá přírodnímu vysvětlení. (Bierstedt 1981: 2), Hannigan: 1. Prostředí přitom působí nejpříměji a tedy i nejsilněji u “primitivních” lidí a jeho vliv se snižuje s pokročilejší moderní kulturou.
Dalším výrazným geografickým deterministou byl Elisworth Huntington, který se zabýval myšlenkou korelace mezi klimatem a zdravím, energií a mentálními procesy, mezi něž patří například inteligence, genialita nebo odhodlání. Na základě vlastních parametrů “optimálního klimatu” se poté pokoušel dokázat, že vzrůst a pád celých civilizací (např. Římanů) je následkem změn v klimatických zónách v různých historických obdobích.
Pitrim Sorokin tuto teorii však ve své práci z roku 1964 kritizoval za vytváření chybných teorií, fiktivních korelací a za nadhodnocování role geografického prostředí. Na druhou stranu však podotýkal, že analýza sociálních fenoménů může být bez geografické analýzy neúplná.

### Darwinismus
Moderní myšlení obklopující vztahy mezi člověkem a životním prostředím vychází z myšlenek Charlese Darwina. Díky Darwinově koncepci přirozeného výběru víme, že specifické charakteristiky mohou hrát klíčovou roli v přežití skupin v životním prostředí. Jako mikrokosmos lidské ekologie slouží evoluční principy, především přizpůsobivost.
Sociologičtí myslitelé se pokoušeli darwinistické principy aplikovat na lidskou společnost, díky čemuž vznikl sociální darwinismus. Jedním ze zastánců sociálního darwinismu byl Herbert Spencer, který byl zcela proti myšlence, že by společnost mohla proměnit nějaká vzdělávací nebo sociální reforma. Věřil, že pokrok se bude sám vyvíjet, pokud se mu nechá volný průběh.
Obě dvě teorie, geografický determinismus i sociální darwinismus však byly v mainstreamové sociologii odmítnuty. Koncem 19. století se pak základy sociologické teorie přesunuly od fyziky a biologie k psychologii a kultura začala být vnímána jako klíčový faktor ovlivňující veškeré aspekty lidské společnosti.
Od 70. let 20. století se sociologie znatelně proměnila, aby mohla zahrnout environmentální síly do sociálních vysvětlení. Po ekologickém hnutí z 60. a počátku 70. let 20. století se environmentální sociologie objevila jako koherentní obor. Od té doby je na akademickém poli považována za uznávané a interdisciplinární téma.

## Koncepty

### Existenciální (bytostný) dualismus
Dualismus obecně označuje dvojitost, jedná se o speciální druh pluralismu. Existenciální dualismus u lidí spočívá v jedinečných kulturních a evolučních rysech. Na jednu stranu jsou lidé součástí ekosféry a vyvíjeli se společně s ostatními druhy. Stejně jako ostatní obyvatelé přírody mají lidé základní ekologickou závislost. Nicméně na druhou stranu lidé jako jediný druh prokázali značnou inovační schopnost. Lidské výtvory mají moc manipulovat, ničit a překračovat hranice životního prostředí, čímž se zcela odlišují od ostatních druhů.
Pohled na tyto dvě perspektivy se liší mezi různými komunitami. Biologové a ekologové přikládají větší váhu prvnímu pohledu, zatímco sociální vědci zdůrazňují druhou perspektivu. Toto sdělení formovalo základy primárních paradigmat sociologické ekologie.

### Neomalthusianismus
V širším smyslu je neomalthusianismus synonymem termínu malthusianismus. Malthusianismus je směr v demografii, ekonomii a sociologii iniciovaný anglickým ekonomem a pastorem, reverendem Thomasem Robertem Malthusem. Malthus kritizoval zaostávání výroby potravin za populačním přírůstkem a doporučoval, aby byl omezen populační růst. Proslul svým spisem Esej o principu populace, který vydal anonymně. Tvrzení z tohoto spisu lze shrnout do následujících problémových okruhů:
1) Velikost populace konverguje k hranici určené objemem potravin. V těchto hranicích udržují populaci přirozené regulátory, jako jsou nouze, hlad, choroby, předčasná úmrtí a další.
2) Úrodnost půdy má klesající tendenci.
3) Schopnost člověka rozmnožovat se daleko převyšuje jeho schopnost zabezpečit dostatek obživy.
4) Je úplně nemožné odstranit nouzi v „nižších“ vrstvách společnosti.
Neomalthusiánství se odchyluje od původního učení Malthuse zejména propagací antikoncepčních prostředků, potratů a v určitých případech i sterilizace.
Malthus se setkal i s kritikou svých tvrzení. Protože v moderní době došlo k výraznému zvýšení zemědělských výnosů a zároveň k postupnému snižování porodnosti, mnoho kritiků považuje Malthusovy teorie za zdiskreditované.

### Eko-marxismus
Sociologové v 60. letech 20. století, chtěli rozšířit marxistické myšlenky sociálního konfliktu na analýzu ekologických sociálních hnutí. "Eko-marxismus" byl založen za použití koncepcí neomarxistické konfliktní sociologie o relativní autonomii státu, který se aplikoval na environmentální konflikty.
Důležitým milníkem pro eko-marxismus byla práce Johna Bellamyho Fostera, který se v 80. letech rozhodl více zabývat ekologií. Ve svých pracích (Marx's Ecology: Materialism and Nature) se snažil ukázat na to, že se Marxovy myšlenky rozšiřovat nemusí, protože vlastně sám Marx byl prvním „eko-marxistou.“  Marx dle něj poukazoval na poničení Země nebo například na chemické látky v ovzduší.
Nicméně, co dělá tuto knihu milníkem ve vývoji ekologického marxismu, je analýza klíčové koncepce metabolismu mezi člověkem (nebo společnosti) a přírody a toho, co Marx nazval "metabolický rozpor".
K popisu vztahu mezi lidmi a přírodním světem používá Marx termín „Metabolismus“. Do jeho práce pronikají aspekty materialistické a dialektické filozofie, skrze niž Marx chápe tuto materiálovou výměnu a transformaci mezi lidmi a přírodním světem. Lidé jsou hmotnými, fyzickými a přírodními bytostmi, svět je materiální, fyzický a přírodní a tyto dvě složky se vzájemně neustále ovlivňují. Pokaždé, když měníme životní prostředí, měníme podmínky, ve kterých žijeme. Marx chápal nevyhnutelnost devastace životního prostředí, pokud neuspějeme v recyklaci přírodních materiálů. Devastaci životního prostředí označuje za metabolický rozpor mezi lidstvem a přírodním světem.
Další důležitou osobou v rámci Eko-Marxismu je Paul Burkett, který poukázal na fakt, jak tento rozpor vychází z procesu, který trval řadu století, a který od konce 18. století dále učinil možný kapitalistický způsob výroby.

#### Sociálně-environmentální dialektika
Sociálně- environmentální dialektika je myšlenka Allana Schnaiberga, kterou rozpracoval v 70. letech. Jedná se o rámec, díky němuž bychom mohli pochopit vtah mezi životním prostředím a věcmi, které dělají lidé. Zabýval se především ekonomickými procesy a jejich vlivem na životní prostředí.
Ukazuje na to, že ekonomická expanze je důležitější než ekologické zájmy. A poukazuje na to, že vláda se bude snažit zabránit jen těm největším ekologickým katastrofám, aby ochránila zdraví lidí a zároveň nedošlo k ekonomické krizi. Kritizuje, že z dlouhodobého hlediska tyto dvě tendence vlády, ztíží další ekonomický rozvoj, například proto že dojdou neobnovitelné zdroje energie a podobně.
Z jeho pohledu byla moderní kapitalistická společnost moc zaměřená na ekonomický růst na úkor životního prostředí

#### Teorie běžeckého pásu výroby (Treadmill of productoin – ToP)
Významná myšlenka Allana Schnaiberga, vydaná v jeho knize The Environment: From Surplus to Scarcity z roku 1980. Po druhé světové válce došlo k rozvoji ekonomiky, což vedlo k navýšení využívání přírodních zdrojů. V kapitalistické společnosti, továrny, firmy, ale i jednotlivci usilují o maximalizaci zisku. Peníze často investují do nových technologií a postupů, které nahrazují lidskou práci a také jsou náročnější na suroviny, chemikálie. Dochází tak ke zhoršení životního prostředí. Schnaiberg staví do kontrastu rozšířenou teorii neoklasické ekonomie, že výroba uspokojuje poptávku, kterou určuje spotřebitel a realitu kapitalistického běžeckého pásu výroby, kdy přání a potřeby spotřebitele jsou formována již vyrobeným zbožím.
Každá další investice vede ke zhoršení životního prostředí a ke znevýhodnění pracujících ve výrobě. V kapitalistické společnosti se vyrábí tolik zboží, že ho nejsme schopni spotřebovat, vzniká více odpadu. Strach ze ztráty pracovních míst, vede obyvatelstvo k tomu, že tolerují znečištění životního prostředí.
Buttel (2004) nazval teorii běžeckého pásu výroby tím nejdůležitějším sociologickým konceptem a teorií, která se objevila v severoamerické environmentální sociologii.

### Nové environmentální paradigma
Nové environmentální paradigma (z angl. New Environmental Paradigm, NEP) je teoreticko-empirický koncept, který se začal formovat na konci 70. let 20. století a významně se podílel na vzniku sociologie životního prostředí. Jeho autory jsou američtí sociologové William R. Catton a Riley E. Dunlap.
NEP vzniklo v reakci na nový pohled na postavení člověka ve světě a v přírodě, který se začal ve společnosti rozšiřovat. „Nové“ se NEP nazývá proto, že má nahradit tzv. Paradigma lidské výlučnosti (z angl. Human Exceptionalism Paradigm, HEP), jehož základem je antropocentrický pohled na svět. To znamená, že člověk je dle Paradigmatu lidské výlučnosti považován za nadřazenou bytost a lidská společnost ani kultura nejsou závislé na přírodě.
Spolu s hrozbou environmentálních problémů, které by mohly zásadně negativním způsobem lidskou existenci ovlivnit, však začal antropologický pohled na svět ztrácet na síle. Mnozí si začali uvědomovat, že člověk je součástí přírodního prostředí, a jeho devastací sám sebe ohrožuje.

#### Teorie ekologické modernizace
Teorie ekologické modernizace (z angl. Ecological Modernisation, EM) úzce souvisí s nárůstem zájmu společnosti o otázky životního prostředí. Vznikla v 80. letech 20. století v původně malé skupině států Západní Evropy – Německu, Nizozemsku a Spojeném království. V průběhu 90. let 20. století se teorie začala šířit i do dalších států.
Předmětem prvních studií EM byly zejména technologické preventivní environmentální inovace. Následně se však začali autoři teorie soustředit na ekologické reformy v sociální praxi, reorganizaci institucí a společenský a politický diskurs
EM se snaží dosáhnout svých stanovených cílů, které rozlišuje na krátkodobé a dlouhodobé. Mezi krátkodobé cíle EM patří redukce a eliminace vzniku odpadů, využívání obnovitelných zdrojů, recyklace neobnovitelných a dematerializace (tj. redukce zdrojových vstupů do výrobního procesu). Dlouhodobými cíli EM je ochrana zdrojů a dosažení čistých výrobních postupů.

### Postmaterialismus
Postmaterialismus je výraz užívaný v sociologii pro označení hodnotové orientace nebo směru, jež upřednostňuje nemateriální hodnoty (humanismus, možnost seberealizace, účast na správě věcí a politickém dění atd.) nad materiálními hodnotami typu ekonomický růst a prosperita, blahobyt, nebo bezpečnost ve státě.

#### Teorie postmaterialismu
Postmaterialistická teorie připisuje rostoucí zájem o životní prostředí ekonomickému růstu. Tento termín byl poprvé ve spojitosti s životním prostředím použit americkým sociologem Ronaldem Inglehartem v knize The Silent Revolution. Podle Ingleharta právě zlepšení ekonomické situace umožnilo mladším generacím soustředit se místo existenčních otázek na problémy estetiky a seberealizace, jako je svoboda a kvalita života.
Inglehart a jeho pracovníci shromáždili širokou škálu na průzkumech založených důkazů podporující jejich tvrzení, že v zemích po celém světě probíhá posun od materiálních k postmaterialistickým hodnotám. Posledních 30 let prováděli periodické průzkumy světových hodnot (The World Values Survey) v rámci kterých opravdu zjistil zásadní posun. V rámci těchto výzkumů Inglehart také prokázal korelaci mezi postmateriálními hodnotami a podporou environmentalizace. Například v jednom průzkumu z roku 1986 provedeném ve 12 evropských zemích silně podpořilo ekologické hnutí 53 % postmaterialistů, ale pouze 37 % materialistů. Ve stejném výzkumu Inglehart také konstatuje, že země s větším podílem postmaterialistů přijaly více opatření k ochraně životního prostředí, což indikuje, že postmaterialismus se také promítá do přístupu k životnímu prostředí.
Přesto existují pochybnosti o Inglehartově interpretaci souvislosti posunu hodnot se vzrůstajícím zájmem o životní prostředí. Ty pramení zejména v nemožnosti postmaterialismu zohlednit ekologismus chudých, jak zdůrazňují Guha, Steven Brechin, Williet Kempron a další kritici. Dalším problémem je Inglehartovo vysvětlení pro environmentalismus v bohatých zemích. Za prvé, Inglehartovy závěry tvrdí, že větší bohatství by mělo korelovat s klesající obavou z obav hospodářského a bezpečnostního charakteru a tím i vyššího znepokojení životním prostředím. Proti tomu stojí výsledky jeho vlastních výzkumů ze Spojených států, podle kterých bohatí lidé vykazují menší zájem o otázky týkající se životního prostředí než lidé s nižšími příjmy. Za druhé, Inglehartovo vysvětlení je založeno na myšlence, že otázky životního prostředí nejsou pro západní civilizaci reálné hmotné obavy.

## Lidé zabývající se sociologií životního prostředí
Mezi nejvýznamnější žijící zástupce zabývající se sociologií životního prostředí patří John Bellamy Foster, John Foran, Kari Marie Norgaard, Vandana Shiva a další.

### John Bellamy Foster
John Bellamy Foster je považován za předního environmentálního sociologa první poloviny 21. století. Mimo to je také redaktorem Monthly Review a učitelem sociologie na univerzitě v Oregonu. Napsal řadu knih : Marx’s Ecology: Materialism and Nature (2000), Ecology Against Capitalism, The Ecological Rift: Capitalism’s War on the Earth a další.
Mimo jiné zkoumá Marxovy zanedbané spisy o kapitalistickém zemědělství a půdní ekologii, evoluční teorii a filozofickém naturalismu. Marx, mocný kritik kapitalistického společenství, byl také člověkem znepokojeným měnícím se vztahem lidí k přírodě.

### John Foran
John Foran je profesorem sociologie na Kalifornské univerzitě ve městě Santa Barbara. Zaměřuje se na klimatickou krizi, „ budování lepší budoucnosti“ nebo hnutí 21. století pro radikální sociální změny a udržitelný rozvoj.

### Kari Marie Norgaard
Je profesorkou sociologie na univerzitě v Oregonu. A během svého pracovního života publikovala své práce v oblasti sociologie životního prostředí, změn klimatu, pohlaví a životního prostředí, sociologie kultury, rasy a životního prostředí, sociálních hnutí a sociologie emocí.

### Vandana Shiva
Vandana Shiva je ekoložka a indická spisovatelka. Bojuje za globální spravedlnost a zabývá se mimo jiné problematikou ekologického zemědělství a biodiverzitou. Je součástí Mezinárodního Fóra o Globalizaci, kde je považována za jednu z předních členek a mnoha dalších organizací.